# Тітас
Тітас — газове родовище у Бангладеш. Станом на початок 2020-х найбільше родовище в історії країни.

## Характеристика
Входить до Бенгальського нафтогазоносного басейну. Глибина залягання покладів 2750 м. Станом на весну 2020-го початкові видобувні запаси оцінювались у 214 млрд м3 (з яких по лютий 2020-го вже видобули 137 млрд м3), а поточний видобуток знаходився на рівні 12 млн м3 на добу.
Родовище відкрили у 1963 році, а його розробка почалась в квітні 1968-го. Видачу продукції організували по трубопроводу Тітас – Демра.